# Вергил Димов
Вергил Димов Вергилов е български политик от Българския земеделски народен съюз (БЗНС). Един от водачите на БЗНС Врабча 1, той участва в правителствата на Народния блок през 1932 – 1934 година и в кабинета на Константин Муравиев през септември 1944 година. От 1957 г. е член на Върховния съюзен съвет на казионния БЗНС.

## Биография
Вергил Димов е роден на 7 ноември (25 октомври стар стил) 1901 година в село Аязлар (днес Светлен), Поповско, в семейство на бежанци от Беломорска Тракия. Изключен от гимназията в Шумен, той завършва гимназия в Попово, след което постъпва в Софийския университет „Свети Климент Охридски“. От 1920 година членува в БЗНС, а от 1923 до 1924 година е секретар на Земеделския младежки съюз и редактор на вестник „Младежко земеделско знаме“. През 1924 година заминава за Югославия, а след това – за Чехословакия, където през 1926 година завършва Висшата кооперативна школа в Прага.
След амнистията от 1926 година Вергил Димов се връща в България. През 1929 година завършва право в Софийския университет, след което работи като адвокат. Той става един от лидерите на БЗНС Врабча 1, като от 1931 до 1932 година е секретар на съюза.
На 16 март 1932 г. полага клетва като народен представител в XXIII обикновено народно събрание. На 13 май 1932 г. Вергил Димов държи запомняща се реч в XXIII обикновено народно събрание по повод разискванията за законопроект за бюджет на държавата за 1932 – 33 г.
От 2 ноември 1932 г. (Указ №7 от 7 септември 1932 г.) до Деветнадесетомайския преврат през 1934 година Вергил Димов е министър на обществените сгради, пътищата и благоустройството във второто и третото правителство на Никола Мушанов.
На 3 ноември 1932 г. (един ден след назначаването на Вергил Димов за министър) д-р Г. М. Димитров (изключен от парламентарната група на земеделците на 10 юни 1932 г.) се дистанцира от БЗНС „Врабча 1“, като подава заявление, че обособява в парламента група на БЗНС /Александър Стамболийски/, а на 15 ноември 1932 г. провокира с въпроси в парламента министъра с 5 работни дни стаж Вергил Димов, в чиято защита, противопоставяйки се на д-р Г.М.Димитров, се включва активистът на БЗНС „Врабча 1“ - околийски управител на Оряховска околия и народен представител за БЗНС „Врбача 1“ от Оряховска околия Димитър Иванов Влахов.
Министър Вергил Димов към д-р Г.М.Димитров: „Вие повдигате тук въпроса за емиграцията. Той е един исторически факт, който ще разреши времето и по който историята ще си каже думата.“(стр.27) "И Стефан Цанов беше емигрант, и Никола Захариев беше емигрант, 1200 души емигранти - цялата емиграция - единодушно, на 25 март 1925 г. изключиха Коста Тодоров за предателство от редовете на емиграцията. Това е факт." (стр.28). "Има голяма разлика между политиката на Стамболийски за приятелство, лоялност и сближение със съседните народи и политиката за интегрална Югославия. Недейте идентифицира политиката на Стамболийски с политиката на Коста Тодоров. Осквернявате паметта на Александър Стамболийски" (стр.30).
След разпускането на партиите през 1934 година Вергил Димов продължава да участва в дейността на опозицията, обявяваща се за възстановяване на Търновската конституция. Противник на прокомунистическия Отечествен фронт, през август 1944 година той подписва Манифеста на 13-те, с който се настоява за излизане на България от Втората световна война. На 2 септември същата година става министър на вътрешните работи и народното здраве в просъществувалия една седмица кабинет на Константин Муравиев.
След Деветосептемврийския преврат от 1944 година Вергил Димов е осъден от т. нар. Народен съд на доживотен затвор. Той е помилван, но остава под домашен арест в навечерието на изборите през есента на 1945 година. По-късно отново е затворен. След декларации за лоялност към режима, през есента на 1954 година е помилван отново, след което в статия в официоза „Работническо дело“ публично се разкайва за опозиционната си дейност. В замяна на това от 1957 година е член на Върховния съюзен съвет на казионния (т.е. прокомунистически) БЗНС и ползва привилегиите на режима.
Вергил Димов умира на 1 декември 1979 година в София.

## Личен живот
Има три деца от съпругата си Цена, за която се жени на близо 30-годишна възраст: Кремена Димова – юрист и съпруга на проф. Иван Дерменджиев – един от доайените на административното право, Стамена Димова – преподавателка по литература и авторка на учебна литература и Димо Димов – юрист.